# 불가사리 은하
NGC 6240은 뱀주인자리에 위치한, 약 4억 광년 떨어진 특이 은하다. 적어도 3개의 은하가 충돌해 합쳐진 은하로, 기묘한 모습 때문에 불가사리 은하 (영어: Starfish Galaxy)로 불리기도 한다.

## 3개의 초거대 블랙홀

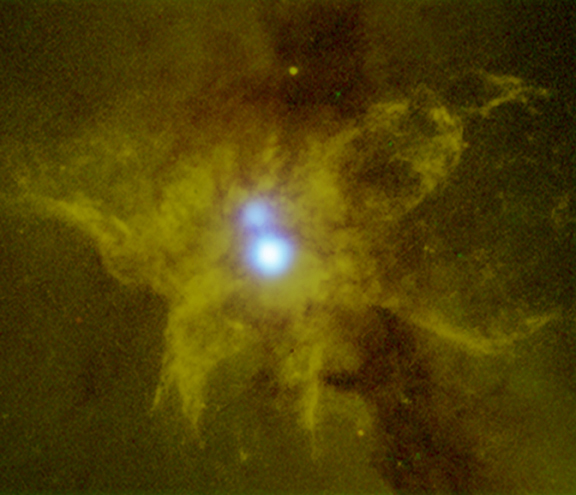
2005년 찬드라 X-선 망원경으로 촬영한 NGC 6240 은하의 중심부. 강한 X-선을 방출하는 2개의 점이 보인다.

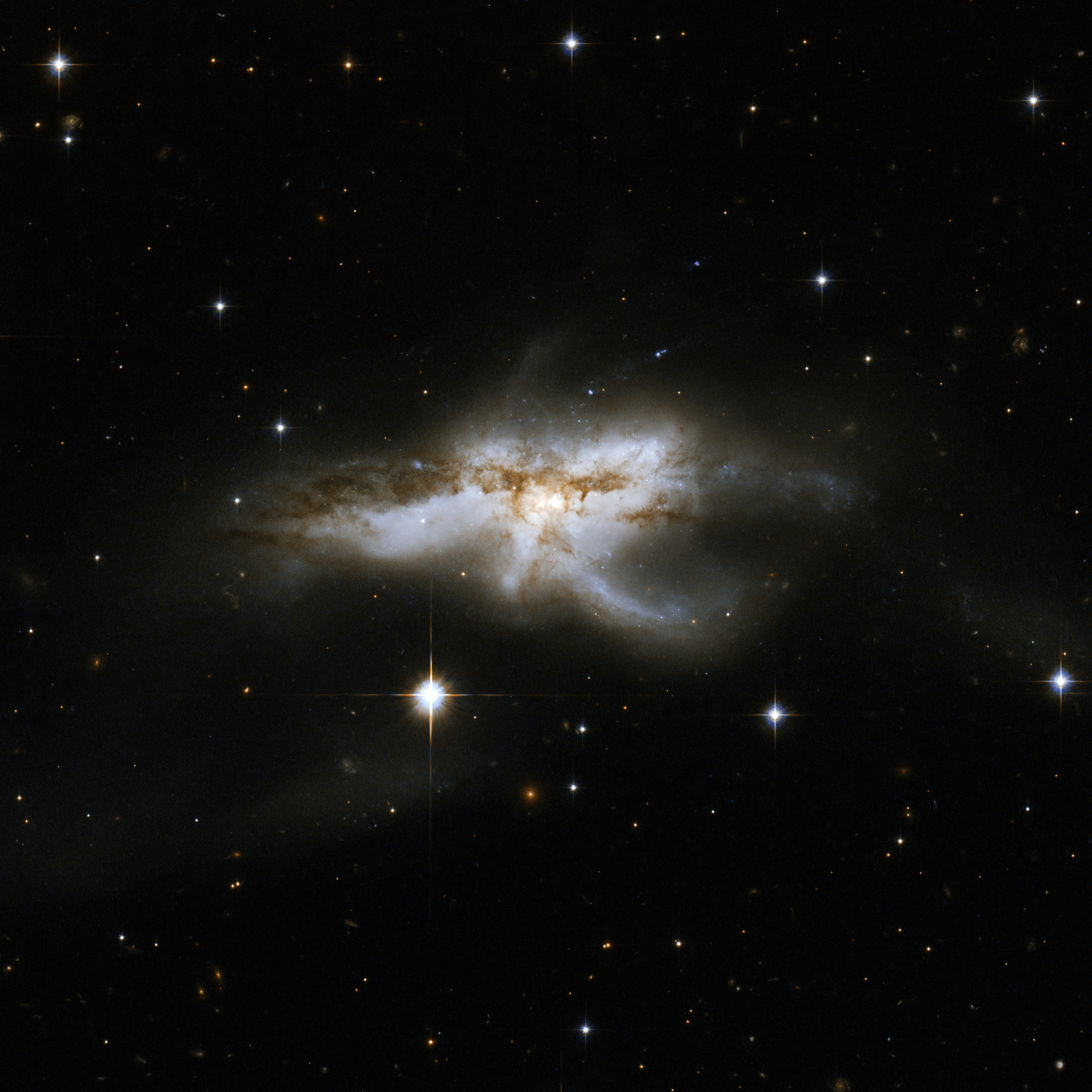
2008년, 허블 우주망원경으로 찍은 NGC 6240 은하.

NGC 6240 은하은 최근에 주목을 받았는데, 그건 이 은하가 다른 평범한 은하와 달리, 중심부의 위치한 초대질량 블랙홀이 1개가 아니라 3개가 있기 때문이다. 2005년, 찬드라 X-선 망원경이 이 은하를 촬영했고 (왼쪽 첫번째 사진), 과학자들은 이 은하에는 적어도 2개의 초대질량 블랙홀이 존재한다는 것을 입증 할 수 있었다. 3년뒤인 2008년, 허블 우주망원경이 이 은하를 촬영 했을 때 (왼쪽 두번째 사진), 과학자들은 이 은하가 적어도 두개의 은하가 충돌한 현장이고, 그리고 그 현장의 구성원이었던 두 은하의 초거대 블랙홀들이 아직 합쳐지지 않았다는 걸로 추측했다. 그리고 2019년 11월, 남미 칠레 안데스 산맥에 있는 VLT 망원경으로 관측한 결과, NGC 6240의 중심부에는 3개의 초거대블랙홀들이 존재한다는 걸 입증 시킬수 있었다. 추가적인 관측을 한 결과, 14년전 찬드라 X-선 망원경의 관측에서 2개의 블랙홀만 포착된 이유는 3개의 초거대 블랙홀 중 2개만 활동을 하고 있어서 2점만 X-선 선상에 보인 것이다. VLT 망원경의 관측으로, NGC 6240 은하은 적어도 3개의 은하가 합쳐진 결과물이라고 결론지을수있었다.

이 발견은 당시 과학계에서 큰 충격을 주었는데, 그 이유는 기존에 '한 은하에는 한개의 초거대블랙홀만 존재한다'의 추측을 깨트린 첫 사례이기 때문이다. 추가적으로, 은하 충돌 현장에서, 기존 은하의 중심부의 블랙홀들이 합쳐지기 전, 지구에서 한개 이상의 블랙홀들이 보일수 있으나, 이건 NGC 6240 은하와 달리, 한개의 은하로 합쳐지기 전의 상황이고 (예: 더듬이 은하 = NGC 4038/9), NGC 6240처럼 한개의 은하로 합쳐진 직후의 경우, 기존 은하들의 블랙홀들이 이미 하나로 합쳐진 뒤라고 추측했기 때문이다. NGC 6240 은하의 블랙홀 발견으로 천문학자들은 은하의 진화와 충돌의 대해서 더 자세히 알 수 있었고, 또한, 중심의 초거대블랙홀들이 충돌 현장에서 어떻게 변화하는지에도 큰 진전을 주었다.

## 초발광적외선은하 (ULIRG) 여부
세이퍼트 은하로 분류되어있는 NGC 6240은 또한 초발광적외선은하 (영어: Ultra Luminous Infrared Galaxies = ULIRG)으로 분류되어 있다. 이는 이 은하가 보통 은하보다 비정상적으로 밝기의 광도가 높다는 걸 보여준다 (적어도 1012 L☉ 이상). 비록 ULIRG의 발생과 존재 여부는 밝혀지지 않았지만, 과학자들은 NGC 6040의 경우, 이 현상의 근원은 기존의 3개의 은하가 충돌했을때, 중심 초거대 블랙홀의 막대한 에너지 분출이나 충돌 여파로 발생한 폭발적 항성생성으로 보고 있다. 하지만 이것은 모두 추측일 뿐, 아직 확실한 입증은 없다. 하지만 다른 ULIRG들과 달리, NGC 6240은 비교상 더 가깝기 때문에, ULIRG 연구발달에 큰 영향을 미치는 연구자료로 널리 쓰이고 있다.

## 미래
NGC 6240은 현재 은하 병합 과정의 마지막 단계에 접어 들었다. 앞으로 가까운 시일 안에, 3개의 블랙홀들은 하나의 초거대 블랙홀로 합쳐질 것이고, 은하 자체는 하나의 거대한 은하로 합쳐질 것이다.

## 같이 보기
- 더듬이 은하